# Federația de Fotbal a Beninului
Federația de Fotbal a Beninului (FBF franceză Fédération Béninoise de Football)  este forul ce guvernează fotbalul în Benin. Se ocupă de organizarea naționalei Beninului și a ligii Championnat National du Bénin, precum și de eșaloanele inferioare. 